# Pylaisia polyantha
Pylaisia polyantha (deutsch Vielfruchtmoos) ist eine Laubmoos-Art in der Familie Pylaisiaceae.

## Merkmale
Pylaisia polyantha bildet glänzende, gelblichgrüne bis dunkelgrüne, lockere und niedere Rasen mit kriechenden Stämmchen, die mit Rhizoiden an der Unterlage haften. Im Aussehen ähnelt es stark dem Seidenmoos (Homalothecium sericeum), ist jedoch meist zierlicher als dieses. Die Äste sind bis 5 Millimeter lang und meist aufwärts gebogen. Die Blätter der Stämmchen und Äste sind etwa gleichartig, trocken ziemlich anliegend, feucht aufrecht abstehend, gerade oder leicht einseitswendig, aus elliptischem Grund in eine lange und feine Spitze ausgezogen, mehr oder weniger ganzrandig, bis 2 Millimeter lang und 0,5 Millimeter breit. Die Blattränder sind meist flach, nur selten schwach umgerollt. Die Blattrippe ist kurz und doppelt oder fehlt oft ganz.
Die Laminazellen sind glatt und schmal-linealisch; die Blattflügelzellen sind quadratisch und bilden eine undeutlich abgegrenzte, etwa dreieckige Gruppe, die sich an den Blatträndern etwas hinaufzieht.
Das Moos ist einhäusig und fruchtet sehr häufig. Oft sind zwei Generationen – jüngere und ältere – von Sporophyten vorhanden. Die Seta ist bis 2 Zentimeter lang, die länglich-zylindrische Sporenkapsel aufrecht und gerade, der Deckel kegelförmig zugespitzt bis kurz geschnäbelt. Die äußeren, linealisch-lanzettlichen Peristomzähne sind bis auf den Grund herab frei und kürzer als die inneren Peristomzähne. Sporen sind 12 bis 18 µm groß, fein papillös und gelblichgrün.

## Verwechslungsmöglichkeit mit ähnlichen Arten
Das habituell recht ähnliche Homalothecium sericeum hat Blätter mit deutlichen Längsfalten und langer Rippe. Platygyrium repens bildet im Gegensatz zu Pylaisia polyantha meist Brutsprossen an den Astspitzen aus und die sonst sehr ähnlichen Blätter haben eine kürzere Blattspitze. Verwechslungen sind auch mit Hypnum cupressiforme var. resupinatum möglich: bei dieser Art sind die Kapseldeckel lang geschnäbelt, die Blattgrundzellen sind oft getüpfelt und rautenförmig mit spitzen Zellenden; Pylaisia polyantha weist hier annähernd rechteckige und nicht getüpfelte Blattgrundzellen auf.

## Standortansprüche und Verbreitung
Pylaisia polyantha wächst überwiegend auf der Borke von Laubbäumen in Obstgärten, an Alleebäumen und in lichten Wäldern. Bevorzugt werden Apfelbäume, Pappeln, Eschen und Weiden. Weniger häufig besiedelt es kalkhaltiges Gestein und Mauern, morsches Holz oder auch Holzzäune und Holzdächer.
Fundort war der Landkreis Mayen-Koblenz in der Region Rheinland-Pfalz und somit gehört die Pylaisia polyantha seit 1980 zu der Moosflora von Deutschland.
Das Moos ist auf der Nordhemisphäre verbreitet. In Mitteleuropa kommt es vom Tiefland bis in Höhen von etwa 1500 Metern vor, ist in Österreich, in der Schweiz und im Süden Deutschlands meist häufig, in den übrigen Teilen Deutschlands oft gefährdet bis vom Aussterben bedroht.